# پسران تابستان
پسران تابستان (به انگلیسی: The Boys of Summer) ترانه‌ای از دان هنلی است، که برای اولین بار در سال ۱۹۸۴، در آلبوم ساختن بهترین هیولا منتشر شد. پس از جدایی از ایگلز و چند ترانهٔ تکی ناموفق این ترانه دوباره او را در سطح یک ستارهٔ موسیقی مطرح کرد. ترانه، آهنگ و اجرا به طور کلی توسط مایک کمپل انجام گرفته بود. این ترانه چندین بار توسط دی‌جی‌ها و خواننده‌های دیگر بازخوانی شده‌است.